# St Briavels
St Briavels is een civil parish in het bestuurlijke gebied Forest of Dean, in het Engelse graafschap Gloucestershire.

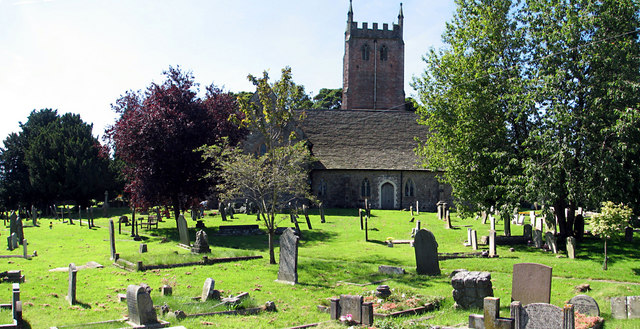
Kerk-hof van St Briavels